# Wapen van Eijsden-Margraten

Wapen van Eijsden-Margraten

Het wapen van Eijsden-Margraten is op 14 september 2012 door de Hoge Raad van Adel aan de gemeente Eijsden-Margraten toegekend.

## Blazoen
De beschrijving van het wapen luidt:
Gevierendeeld: I en IV, in zilver een kwart knoestig kruis en vergezeld van een bol, alles van keel; II en III, in sabel een kwart getand kruis van goud en vergezeld van een merlet van zilver. Het schild gedekt met een gouden kroon van drie bladeren en twee parels.

## Geschiedenis
Toen de gemeenten Eijsden en Margraten werden samengevoegd moest een nieuw wapen worden ontworpen. Het wapen is samengesteld met elementen van de wapens van de voormalige gemeenten. Het Bourgondisch kruis is afkomstig van het wapen van de gemeente Eijsden; het getande kruis uit het wapen van Margraten, waarin het via het familiewapen van het geslacht Van Gulpen was terechtgekomen. De rode bol komt uit het familiewapen van het geslacht Van Gronsveld en kwam ook voor in het wapen van Gronsveld. De zilveren merlet komt oorspronkelijk uit het wapen van de heren Van Eijnatten, en is later in het wapen van Margraten opgenomen.

## Verwante wapens
Het gemeentewapen van Eijsden-Margraten is samengesteld uit elementen van de onderstaande wapens:

wapen van Eijsden
wapen van Eijsden (na herindeling)
wapen van Margraten
wapen van Gronsveld
Wapen geslacht Gronsveld-Borculo